# Las gafas del diablo
Las gafas del diablo es una recopilación de 21 artículos o ensayos humorísticos escritos por el escritor español Wenceslao Fernández Flórez, publicada en el año 1919, y ganadora del Premio Chirel de la Real Academia Española de ese mismo año. Según explica el autor en el prólogo, esta obra pretende reflexionar humorísticamente sobre diversas costumbres de la sociedad española, observadas a través de unas gafas que tienen la facultad de hacer ver a las personas no según su apariencia, sino como en realidad son. A diferencia del viejo cuento en el que Fernández Flórez se inspira, el diablo que nos presta las gafas no es aquel horrendo y trascendental de la tradición, sino uno de "los que conocen los viejos campesinos gallegos, viejo también, con una mirada maliciosa y una sonrisa taimada; un diablo que es como un campesino de aquella tierra, que se ríe detrás de un valladar del susto de una rapaza, que goza con burlarse de las viejas, que sabe la importancia que hay que dar a esta vida; jovial, bonachón, receloso; que ayuda al zorro a entrar en un gallinero y que, si alguna vez recibiese proposiciones para comprar un alma, la cogería, la miraría, le daría cien vueltas y concluiría por observar: — Cuando tú me la vendes, algún negocio piensas hacer a mi cuenta. No me conviene."